# Eliot Higgins
Eliot Higgins, född 8 januari 1979 i Shrewsbury i England, är en brittisk journalist, bloggare och grundaren av den grävande journalistgruppen Bellingcat.

## Bakgrund
En gymnasiet gick han på Haberdashers' Adams Grammar School i Shropshire till år 1995.
Han har tidigare arbetat inom ekonomi och administration. Under en tid av arbetslöshet började Higgins 2012 blogga om det Syriska inbördeskriget under pseudonymen Brown Moses. Han är känd för att i sitt arbete använda öppna källor och sociala medier för utredningar, och fick medias uppmärksamhet genom att identifiera vapen i uppladdade videor från Syrienkonflikten.
Han har undersökte incidenter i det rysk-ukrainska kriget, nedskjutningen av Malaysia Airlines Flight 17 och förgiftningen av Sergei och Yulia Skripal.
Higgins började rapportera om användningen av improviserade tunnbomber av den syriska regeringen 2012. Andra aspekter av den syriska konflikten som avslöjats och dokumenterats av Higgins inkluderar användningen av värmesökande missiler kända som MANPADS. Han avslöjade spridningen av kroatisk tillverkade vapen som enligt uppgift var kopplad till USA.
Han undersökt den syriska regimens påstådda användning av kemiska vapen, inklusive den kemiska attacken i Ghouta i detalj. Higgins har också utfört kontraktsarbete för Human Rights Watch och Action on Armed Violence.

## Bellingcat
Den 15 juli 2014 startade Higgins en ny webbplats kallad Bellingcat med en grupp av oberoende journalister för att undersöka aktuella händelser med hjälp av öppen källinformation som videor, kartor och bilder. 
Bland sina stora projekt har Bellingcat undersökt nedskjutningen av Malaysia Airlines Flight 17 i Ukraina, ett arbete som använts av den holländska polisen som utrede kraschen. Bellingcat menade att luftvärnsmissilen som träffade planet avfyrades av en rysk enhet, 53:e Buk-brigaden, baserad i staden Kursk. Den 31 maj 2015 släppte Bellingcat en rapport om bland annat fotomanipulation av satellitbilder som släppts av det ryska försvarsministeriet.
Higgins har fått betydande beröm och stöd från människorättsgrupper, journalister och ideella organisationer. 
Amnesty International sa 2013 att Brown Moses blogg var avgörande för att bevisa att den syriska regeringen använde ballistiska missiler, information som sedan användes för att skicka ett forskningsuppdrag till Syrien.
Från 2016 till början av 2019 var Higgins senior fellow i Atlantic Councils Digital Forensic Research Lab och Future Europe Initiative-projekt. och 2018 gästforskare vid University of California Berkeleys Human Rights Center.
Bellingcat fick 2015 Hanns Joachim Friedrichs Award (Sonderpriset) för excellens inom journalistik. 2019 tillkännagavs han som en av Foreign Policy Magazines Global Thinkers. År 2021 utsågs han till en av de 28 mest inflytelserika personerna i Europa, i kategorin "Disrupters", av Politico Europe.
År 2024 belönades Bellingcat med Olof Palmepriset.